# Матушевас, Василиюс Леонтьевич
Васи́лиюс Лео́нтьевич Мату́шевас (18 октября 1945, Жагарине, Игналинский район, Литовская ССР — 24 октября 1989, Вильнюс) — советский волейболист, игрок сборной СССР (1968—1969). Олимпийский чемпион 1968. Нападающий. Мастер спорта СССР международного класса (1968).
Выступал за команды: «Динамо» (Вильнюс), в 1966—1973 — «Буревестник» (Харьков), в 1973—1974 — «Локомотив» (Харьков).
В сборной СССР в официальных соревнованиях выступал в 1968—1969 годах. В её составе стал олимпийским чемпионом (1968), бронзовым призёром Кубка мира (1969).
Окончил Криворожское училище штурманов гражданской авиации, по специальности не работал.